# Coffee Springs
Coffee Springs é uma cidade  localizada no estado americano do Alabama, no Condado de Geneva.

## Demografia
Segundo o censo americano de 2000, a sua população era de 251 habitantes.
Em 2006, foi estimada uma população de 254, um aumento de 3 (1.2%).

## Geografia
De acordo com o United States Census Bureau, a localidade tem uma área de 2,0 km², sem área coberta por água. Coffee Springs localiza-se a aproximadamente 65 m acima do nível do mar.

## Localidades na vizinhança
O diagrama seguinte representa as localidades num raio de 24 km ao redor de Coffee Springs.